# کاتدرال داروین
کاتدرال داروین یا کلیسای جامع داروین (انگلیسی: Darwin's Cathedral) کتابی است در سال ۲۰۰۲ توسط دیوید اسلون ویلسون که پیشنهاد می‌کند دین اقتباسی چند سطحی است - یعنی محصول فرگشت فرهنگی که از طریق انتخاب گروهی چند سطحی توسعه یافته‌است.

## بازخورد
ژورنال آکادمی دین آمریکا آن را «کتابی خوش آمد» نامید، زیرا همه را، اعم از زیست‌شناس فرگشتی و مؤمنان مذهبی را ناراضی می‌کند.
جارد دایموند در نقد کتاب نیویورک آن را «کتابی قابل تأمل» نامیده‌است که «هر خواننده را تحریک می‌کند تا دیدگاه شخصی خود را دربارهٔ آینده دین بررسی کند».